# António da Fonseca Carvão Paim da Câmara
António da Fonseca Carvão Paim da Câmara (Angra do Heroísmo, 21 de Fevereiro de 1864 — Angra do Heroísmo, 4 de Junho de 1931), foi um professor liceal, advogado e político açoriano que, entre outras funções, foi governador civil do Distrito Autónomo de Angra do Heroísmo (1906). Foi filho do 2.º barão do Ramalho e um dos líderes do Partido Regenerador na ilha Terceira.

## Biografia
Concluiu em 1888 o curso de Direito pela Universidade de Coimbra, fixando-se em Angra do Heroísmo onde tinha banca de advogado. Para além da sua actividade forense, foi professor liceal, sendo nomeado por Decreto de 21 de Fevereiro de 1901 para o cargo de director da Escola de Habilitação ao Magistério Primário de Angra do Heroísmo, onde leccionava a disciplina de Pedagogia. Em 1908 foi nomeado professor provisório do Liceu de Angra do Heroísmo.
Herdou a militância familiar no Partido Regenerador, cujo periódico partidário O Regenerador dirigiu (1908), desempenhando diversos cargos políticos, entre os quais o de administrador do concelho de Angra do Heroísmo e o de governador civil do Distrito Autónomo de Angra do Heroísmo, cargo que exerceu de 22 de Março a 17 de Maio de 1906.
Foi ainda conservador da conservatória do Registo Predial em Angra do Heroísmo (1901), sub-delegado do Procurador Régio na Praia da Vitória e juiz de direito substituto na comarca de Angra do Heroísmo.
É autor dos Apontamentos para lições de pedagogia - teoria e prática, obra onde faz uma síntese, destinada aos alunos da Escola do Magistério, de obras de autores portugueses e franceses.